# Gádorfalvi Áron
Gádorfalvi Áron (Budapest, 1977. december 5. –) magyar szörfversenyző. 2016-ban hatodik olimpiáján vesz részt.

## Sportpályafutása
1990 óta szörfversenyző. 1993-ban az Axon SE versenyzőjeként negyedik volt a könnyűsúlyú magyar bajnokságon. A formula 42-es szörf Európa-bajnokságon ötödik helyezést ért el. A következő évben megszerezte első felnőtt magyar bajnoki címét. Ebben az évben tagja lett a válogatottnak. Az ifjúsági vb-n negyedik volt. 1995-ben az ifjúsági vb-n 17. helyezést ért el. 1996 januárjában mistral könnyű kategóriában 18. volt a világbajnokságon. A válogató versenyeken kivívta a jogot az olimpiai indulásra. Az ötkarikás játékokon a 40. helyen végzett
1997-től a Gradus SK színeiben versenyzett. A raceboard  vb-n könnyűkategóriában harmadik volt. A mistral Európa-bajnokságon 52. lett. A következő évben a főiskolás világbajnokságon csapatban második, egyéniben negyedik lett. 1999-ben az universiaden hetedik helyen végzett. A világbajnokságon 29. helyen volt. Ezzel olimpiai kvótát szerzett.  2000-ben a vb-n 44., az Eb-n 31. lett. Júliusban megnyerte a nyílt svájci bajnokságot. Az olimpián 24. helyezést ért el.
2002-ben a Kenese Marina-Port VSE-hez igazolt. Az Európa-bajnokságon 11., a világbajnokságon 19. lett. Utóbbi eredménye olimpiai indulást ért. A következő évben 61. lett az Európa-bajnokságon, 48. a világbajnokságon. 2004-ben 43. helyen végzett a világbajnokságon. A kontinensbajnokságon 37.-ként zárt. Az olimpián a 22. helyezést szerezte meg.
2005-ben az universiaden 10. helyen végzett. 2007-ben világkupa-versenyt nyert a Garda-tavon. A világbajnokságon 27. helyével olimpiai kvótát szerzett. Októberben megnyerte a nyílt német bajnokságot. 2008-ban 36. lett a vb-n. Olaszországban megvédte tavalyi vk-verseny elsőségét. Az olimpián 19. lett.
2009-ben 48. helyen végzett a világbajnokságon. 2010-ben a vegyes csapat Európa-bajnokságon hatodik volt. A Balatonfüredi Yacht Club versenyzője lett. A 2011-es vb-n 28. volt, amivel olimpiai kvótát szerzett.
A 2012-es londoni olimpián összesítésben a 25. helyen végzett.
A 2015-ös világbajnokságon 22. lett, ezzel olimpiai kvótát szerzett.
A 2017-es balatonfüredi szörf Raceboard Európa-bajnokságon aranyérmes lett.
2019-ben a Csehországban megrendezett Eb-n második helyen végzett.

## Díjai, elismerései
- Az év magyar szörfözője (1999, 2000, 2001, 2002, 2007, 2008, 2011, 2012, 2015, 2017,[3] 2019[4])